# Saab Ursaab
La UrSaab, nota anche come 92001 e X9248, è il primo di quattro prototipi costruiti dal 1946 e presentati ufficialmente alla stampa dalla casa automobilistica svedese il 10 giugno del 1947. 

## Il contesto
Nel 1945 Saab AB, società svedese specializzata nella produzione di aeroplani, formò un team (16 persone guidate dall'ingegnere Gunnar Ljungström e dal designer Sixten Sason) che progettò la prima autovettura: "UrSaab" che in italiano può essere tradotto in "Saab originale".
La vettura è a trazione anteriore, monta un propulsore due cilindri a due tempi della DKW che eroga circa 18 CV ed è dotata di cambio a tre rapporti, sempre di origine DKW.
Il prototipo configurava la meccanica e il design di quella che sarebbe diventata la prima vettura di serie: la Saab 92. Il caratteristico design del montante "C" diverrà un elemento distintivo per le successive autovetture della casa svedese e difatti prenderà la denominazione di "Saab hockey stick". L'unico esemplare esistente è custodito nel Saab Car Museum a Trollhättan in Svezia.